# Lewis Addison Grant
Lewis Addison Grant (17 janvier 1828 - 20 mars 1918) est un professeur, avocat, soldat de l'armée de l'Union pendant la guerre de Sécession, et plus tard secrétaire adjoint à la Guerre des États-Unis. Il est parmi les principaux officiers de l'État du Vermont, et reçoit la médaille d'honneur pour « bravoure personnelle et intrépidité ».

## Avant la guerre
Grant naît à Winhall, au Vermont, fils de James et Elizabeth (Wyman) Grant. Il fréquente l'école du district de Townshend, au Vermont, et l'académie à Chester, dans le Vermont. Il enseigne ensuite pendant cinq ans dans le New Jersey, à Chester, dans le Vermont, et près de Boston, pendant qu'il apprend le droit. Il est admis au barreau en 1855 et installe son cabinet à Bellows Falls, dans le Vermont.
Il épouse Sarah Augusts Hartwell le 11 mars 1857, mais cette dernière meurt deux plus tard le 27 janvier 1859.

## Guerre de Sécession
Grant entre au service des États-Unis le 16 septembre 1861, à St. Albans, au Vermont, en tant que commandant du 5th Vermont Infantry. Il est promu lieutenant-colonel le 25 septembre 1861, et colonel, le 16 septembre 1862. Il est blessé à la bataille de Fredericksburg. Il assume le commandement de la célèbre brigade du Vermont et la mène au cours de la campagne de Gettysburg en 1863.
Le 9 septembre 1863, il épouse Mary Helen Pierce alors qu'il est en congé à Hartland dans le Vermont. 
Grant est nommé brigadier général des volontaires, le 27 avril 1864, et accepte la nomination le 21 mai 1864. Il est breveté major général des volontaires, à la date du 19 octobre 1864, « pour bravoure et de services méritoires lors de la campagne devant Richmond, en Virginie, et dans la vallée de la Shenandoah »; et est libéré honorablement du service le 24 août 1865
Il commande la deuxième brigade de la deuxième division du VIe corps, du 21 février 1863 au 29 décembre 1863, et du 2 février 1864 au 29 septembre 1864, et du 8 octobre 1864 au 2 décembre 1864 ; la deuxième division du VIe corps, du 2 décembre 1864 au 11 février 1865 ; la deuxième brigade de la même division, du 11 février 1865 au 20 février 1865, et du 7 mars 1865 au 28 juin 1865.
Au cours de son service avec le 5th Vermont Infantry, il participe aux batailles suivantes : Yorktown, Williamsburg, Goldings's Farm, Savage's Station, White Oak Swamp, Crampton's Gap, Antietam, et Fredericksburg.
Comme commandant de brigade ou commandant par intérim de division, il participe aux batailles suivantes : la deuxième bataille de Fredericksburg et la  bataille de Salem Church, Gettysburg, Fairfield, seconde bataille de la Rappahannock Station, la campagne de Mine Run, la Wilderness, Spotsylvania Court House, Cold Harbor, siège de Petersburg, Charlestown, la Virginie-Occidentale, Gilbert's Crossing, Cedar Creek, le siège et l'assaut contre Petersburg (où il est blessé à la tête), et la bataille de Sayler's Creek au cours de la campagne d'Appomattox. 
Lors de la bataille de Gettysburg, la brigade de Grant arrive après une marche de 56 kilomètres (35 mi) sous la chaleur du 2 juillet 1863 en 18 heures en même temps que la brigade de Thomas H. Neill. Elles arrivent vers 17 heures et la brigade de Grant est envoyée à l’extrémité gauche de l'armée pour éviter un mouvement de flanc des confédérés. Le 3 juillet 1863, la brigade est située entre les Round Tops et Taneytown Road. Là, elle construit à la hâte des parapets avec des clôtures et tout ce qui traîne. Cependant, la brigade est épargnée par les tirs préparatoires de la charge de Pickett. 
Grant assure l'intérim du commandement de la deuxième division du VIe corps, à l'apogée de sa position contre l'assaut confédéré à Cedar Creek.

## Après la guerre
Il est recommandé le 22 août 1866, pour une nomination en tant qu'officier supérieur dans l'armée régulière par le général Ulysses S. Grant, et est nommé le 29 août 1866, lieutenant-colonel du 36th U.S. Infantry, à la date du 28 juillet 1866, mais il refuse la nomination.
Le 11 mai 1893, Grant reçoit la médaille d'honneur pour « «bravoure personnelle et intrépidité montrées dans la gestion de sa brigade et en la conduisant à l'assaut au cours duquel il a été blessé », à Salem Church, en Virginie, le 3 mai 1863. Cette même année, il devient membre de la société du district de Columbia des fils de la révolution américaine. Il a le numéro de membre national 6939 et de membre du district 439 .
Après la guerre, Lewis Grant vit dans l'Illinois, l'Iowa, et enfin au Minnesota. Son fils est Ulysses Sherman Grant, professeur de géologie à l'université de Northwestern. Il est assistant du secrétaire américain à la Guerre, pendant l'administration du président Benjamin Harrison. Il meurt à Minneapolis, dans le Minnesota, et est enterré dans le cimetière de Lakewood (Section 8, Lot 416, Tombe 2) dans cette ville.

## Citation de la médaille d'honneur
Grade et organisation : Colonel, 5th Vermont Infantry. 
Lieu et date : À Salem Heights, Va., le 3 mai 1863. 
Entré en service à : Bellow Falls, Vermont. 
Naissance : 17 janvier 1828, Winhall, Vermont. 
Date d'émission : le 11 mai 1893.
Citation : « Bravoure personnelle et intrépidité montrées dans la gestion de sa brigade et en la conduisant à l'assaut au cours duquel il a été blessé. »